# Mastaba S3506
Die Mastaba S3506 befindet sich in Sakkara und wurde von einem Team unter der Leitung von Walter Bryan Emery 1954 bis 1955 ausgegraben. Es handelt sich um eine monumentale Mastaba aus Lehmziegeln, wie sie typisch für die 1. Dynastie in Saqqara ist.
Die eigentliche Mastaba ist 47 × 20 m groß. Die einstige Höhe ist nicht bekannt. Der Bau liegt innerhalb eines rechteckigen, von einer Mauer umgebenen Bezirk, der wiederum 67 × 28,50 m groß ist. An der Nordseite des Bezirkes befindet sich ein abgegrenzter Hof mit einem Bootsgrab. Um die eigentliche Mastaba, aber schon innerhalb der Einzäunung, befinden sich zehn Nebengräber, offensichtlich von Dienern, die hier bestattet wurden. Die Mastaba hat 13 Nischen an den Langseiten und fünf an den Kurzseiten. Sie ist in etwa nord-süd-orientiert. An der Ostseite befindet sich außerhalb des eigentlichen Mastababaus eine Treppe, die in die Grabkammer hinabführt. Die Grabkammer ist etwa 11,7 × 5,25 m groß mit Nischen an den Wänden. Der Boden war mit Holzplanken ausgelegt. In den Nischen fanden sich vor allem Keramikgefäße. In der Mitte der Grabkammer fanden sich noch die Reste eines Skeletts, bei dem es sich um einen älteren Mann gehandelt haben soll. Im ganzen Grab fanden sich hunderte von Keramik- und Steingefäßen. Zahlreiche Siegelabrollungen belegen, dass das Grab in die Zeit König Dens datiert. Der Name des Grabinhabers bleibt unbekannt. Auf Siegelabrollungen fanden sich die Namen des Hemaka, aber auch die Namen der Beamten Anchka und Setka.